# Anania intinctalis
Anania intinctalis is een vlinder van de familie van de grasmotten (Crambidae). De wetenschappelijke naam van deze soort is voor het eerst voorgesteld als Pachyzancla intinctalis door Harrison Gray Dyar Jr. in een publicatie uit 1920.
De soort komt voor in Mexico.